# Лалитпур (Индия)
Лалитпу́р (англ. Lalitpur, хинди ललितपुर) — город на севере Индии, в штате Уттар-Прадеш, административный центр одноимённого округа.

## География
Город находится в южной части Уттар-Прадеша, на северном берегу водохранилища Гобинд Сагар, на высоте 427 метров над уровнем моря.
Лалитпур расположен на расстоянии приблизительно 330 километров к юго-западу от Лакхнау, административного центра штата и на расстоянии 440 километров к юго-юго-востоку (SSE) от Нью-Дели, столицы страны.

## Демография
По данным официальной переписи 2011 года численность населения города составляла 133 041 человека, из которых мужчины составляли 52,3 %, женщины — соответственно 47,7 %. Уровень грамотности взрослого населения составлял 67,4 %. Уровень грамотности среди мужчин составлял 79,6 %, среди женщин — 73,1 %. 12,2 % населения составляли дети до 6 лет.
Динамика численности населения города по годам:
| 1991   | 2001    | 2011    |
| ------ | ------- | ------- |
| 79 870 | 111 810 | 133 041 |

## Экономика и транспорт
Основными занятиями населения города являются лесозаготовка, изготовление обуви, дубление кожи, кузнечество, а также мыловарение.

Сообщение Лалитпура с другими городами Индии осуществляется посредством железнодорожного и автомобильного транспорта. К северу от города расположен одноимённый аэропорт.